# 우루시바라 유라
우루시바라 유라(일본어: 岸本 斉史 우루시바라 유라[*])는 일본의 만화가이다. 2020년, 주간 소년 챔피언(아키타 쇼텐)에서 『도원암귀』로 데뷔해 해당 작품을 연재중이다. 하마를 좋아해서, 자화상은 하마이다.

## 내력

### 미용사에서 만화가로
고등학교 시절에 「환경이 조금 특수(環境が少し特殊)」했기 때문에, 「미남을 그리는 것을 좋아함(イケメンを描くのが好き)」이 된다.그 후 미용사가 되는 것도, 우루시하라는 「사람들 앞에 나서는 것이 서투르다(人前に出ることが苦手)」이기 때문에, 미용사는 적합하지 않다고 생각하고 있었다. 처음 만화를 읽은 것은 21살이었다. 살롱 직원방에서 읽은 만화가 "너무 재미있었다"는 생각에 "만화가가 되어야겠다"라는 생각에 다음날 사직했다. 그 이후, 고생을 하며 그림 연습을 하게 된다. 한 달 후에 소년 잡지를 다루는 출판사에 가지고 들어갔지만, 엉망이 되었다.그러나 포기하는 일 없이 다음 달에도 가지고 들어가, 이 잡지에서 「우루시바라 유라이(漆原侑来)」와는 다른 명의로, 비교적 빠른 단계에서 연재가 정해지게 되었다.우루시하라는 기존에 하던 일을 그만두어 생활도 할 수 없게 되기 때문에, 「재능도 없는데 만화가가 되어 버리면 지옥(実力をつけないと生きていけない世界なんだ)」이라고 하며, 「실력을 키우지 않으면 살아갈 수 없는 세계다(実力をつけないと生きていけない世界なんだ)」라고 통감하고 있다.
23세, 24세 시절에는 나카무라 아스미코의 만화를 읽은 것이 계기가 되어, 보이즈 러브의 장르를 선호하게 된다. 우루시하라에 의하면, 눈 그리는 방법은 나카무라의 영향을 받고 있다고 한다.

### 아키타 쇼텐
주간 소년 챔피언(아키타 쇼텐)에 게재된 양키 만화를 좋아했던 우루시하라는 아키타 쇼텐에 무서운 이미지를 품고 있었지만, 심기일전해 과감히 본인의 작품을 반입하려 한다.특히 좋아하는 작품으로 타카하시 히로시의 클로즈와 WORST, 히라카와 테츠히로의 클로버, 오자와 시오의 넘버 MG5와 넘버 데드 엔드를 꼽고 있다. 반입된 원고의 퀄리티가 높았기 때문에 담당 편집자는 놀랐다고 한다.
해당 출판사에 본인의 작품을 반입한 것이 계기가 되어, 2020년 6월에 주간 소년 챔피언 28호에서 도원암귀의 연재를 시작한다. 이 작품이 우루시하라의 해당 잡지의 첫 등장 작품이며, 첫 장기 연재 작품이 된다. 이 작품은 틱톡에 소개된 것이 계기가 되어 SNS에서 화제가 되었다.

## 작풍
『미남을 많이 그리고 싶다(イケメンをたくさん描きたい)』라고 생각하고 있기 때문에, 미남인 캐릭터가 작중에 많이 등장한다.『도원암귀』의 봉제 펜대(蓬のペン入れ)를 계기로, 우루시하라가 무치무치(ムチムチ, 포동포동)한 캐릭터에 눈을 뜨자, 작품에 무치무치한 체구의 캐릭터가 등장하게 된다.

## 인물
가장 좋아하는 작품으로 『쿠로코의 농구』와 『종말의 세라프』를 꼽고 있다.

### 만화 제작
2021년 6월 현재, 네임의 단계에서 하루 반을 「나머지 전부를 작화에 소비하고 있는 상태(残りの全てを作画に費やしているような状態)」로 만화를 제작한다.「그림의 퀄리티는 낮출 수 없다(絵のクオリティは下げられない)」라는 생각에 그림에 힘이 실려있다. 어시스턴트는 2인 체제로, 큰 페이지나 배경은 어시스턴트에게 맡기고 있다. 우루시하라의 경우, 「코마와리(コマ割り, 작게 돌아서 감)를 작게 하면 불안하게」 되기 때문에, 네임에서 크게 코마와리를 취하여, 협의시에 코마와리가 제안된다고 한다.

## 작품 목록

### 만화 작품
- 『도원암귀』 아키타 쇼텐 〈주간 소년 챔피언 코믹스〉 전 23권 (『주간 소년 챔피언』 2020년 28호[2] - 연재 중) - 첫 연재 작품.[3]

### 기타
- 바키 시리즈 30주년 기념 기획 축하 일러스트（『주간 소년 챔피언』 2021년 44호[9]）
- 『그려지는 부분은(描くなるうえは)』의 「만화가에 의한 만화가 만화 응원 기획(漫画家による漫画家マンガ応援企画)」（『영 애니멀』 2023년 24호[10]） - 응원 일러스트[10]